# Schlaraffenland (Bruegel)
Schlaraffenland är en målning av den flamländske renässanskonstnären Pieter Bruegel den äldre. Den är signerad BRVEGEL, daterad 1567 och ingår sedan 1917 i Alte Pinakothek samlingar i München.
Schlaraffenland är ett fantasiland där överflöd råder; utan ansträngning får alla materiella njutningar serverade och lättjan är en dygd. Bruegels målning skildrar en soldat, en bonde och en köpman som med magarna fulla ligger och vilar under ett träd på vars stam det finns ett bord som är till brädden fyllt av mat. Vidare avbildas ett moln gjort av gröt och färdigtillredda ägg och grisar som vandrar omkring med besticken redo. I ett hus, vars tak består av bakverk, sitter en man och håller vakt i hopp om att stekta sparvar ska flyga in i hans mun.